# آلبرت گرووز (بازیکن فوتبال، زاده ۱۸۸۳)
آلبرت گرووز (انگلیسی: Albert Groves؛ زادهٔ July 1883) بازیکن فوتبال اهل بریتانیا است.
از باشگاه‌هایی که در آن بازی کرده‌است می‌توان به باشگاه فوتبال لینکولن سیتی، باشگاه فوتبال میدلزبرو، و باشگاه فوتبال شفیلد یونایتد اشاره کرد.